# Little Broken Hearts
Albums de Norah Jones
...Featuring
(2010) Foreverly
(2013)
Singles
1. Happy Pills
Sortie : 6 mars 2012
2. Miriam
Sortie : 25 juillet 2012

Little Broken Hearts est le cinquième album studio de la chanteuse et compositrice américaine Norah Jones, sorti le 25 avril 2012 chez Blue Note Records. Il est produit par Brian Burton, mieux connu sous le nom Danger Mouse.
L'album s'est vendu à plus d'un million d'exemplaires après plusieurs mois d'exploitation. Happy Pills est sorti en tant que premier single de l'album le 6 mars 2012 et atteint notamment la 13e place du classement Billboard Adult Contemporary et la 44e place du classement Hot Rock Songs,. Le deuxième single, Miriam, est sorti le 25 juillet 2012 et atteint la 82e place du classement Japan Hot 100.

## Contexte

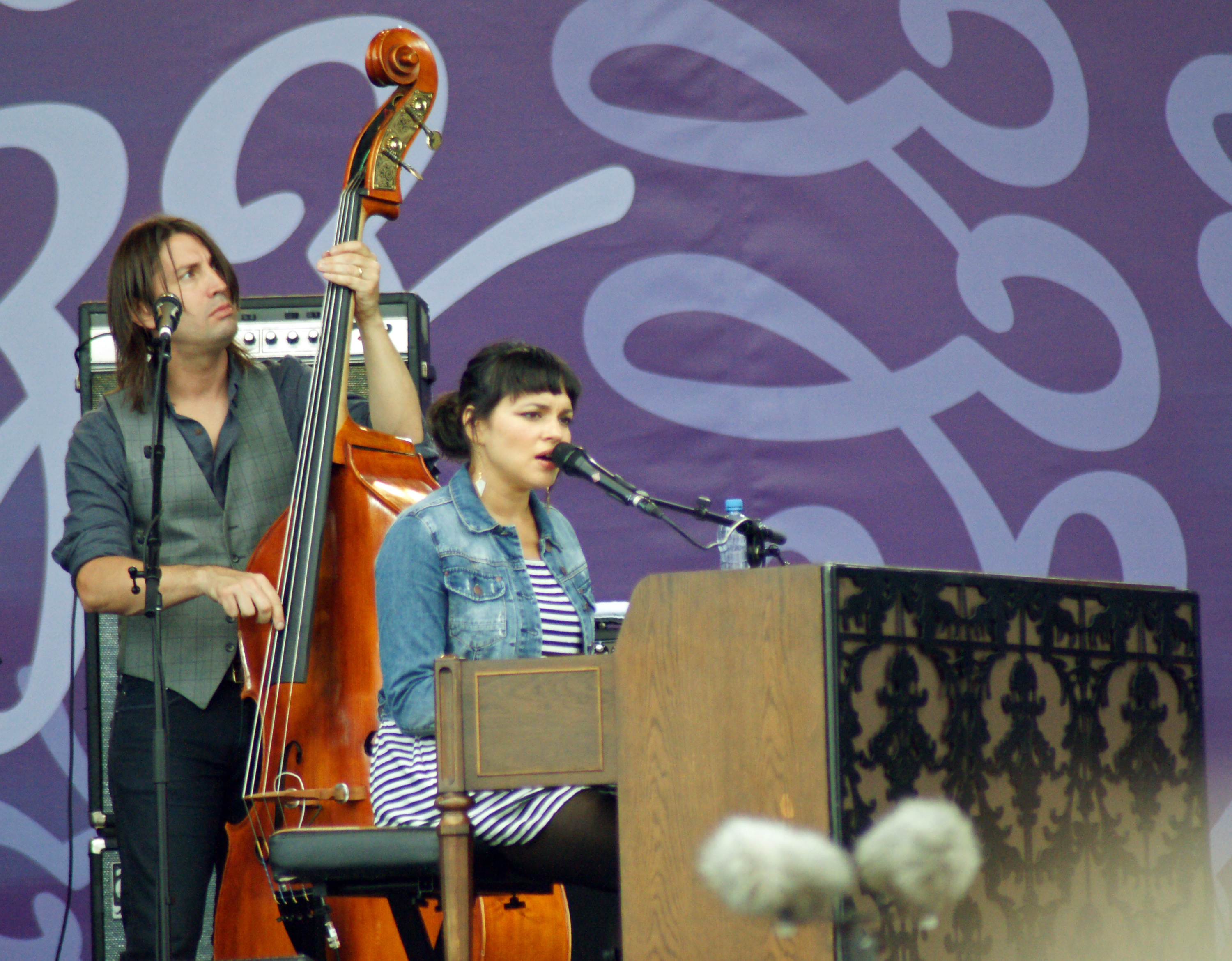
La chanteuse Norah Jones en concert au Pori Jazz 2012.

Cet album est une collaboration de Norah Jones et du producteur Brian Burton a.k.a. Danger Mouse, il a été finalisé après la séparation de Jones et de son ami.
La collaboration de Brian Burton et de Norah Jones avait en fait commencé dans le plus grand secret en juin 2009 par des premiers enregistrements faits durant cinq jours. Burton et Jones n'étant pas totalement satisfaits du résultat, le projet est resté en attente jusqu'en 2011 lorsque Norah Jones est venue avec de nouvelles chansons qu'elle a écrites à la suite d'une rupture brutale avec son petit ami écrivain. Dans une interview accordée au magazine Rolling Stone, elle déclare : « J'ai toujours entendu les vieilles histoires sur le fait que l'on écrit de meilleures chansons quand on traverse une période difficile. Ça craint, mais c'est vrai ! ».

## Composition
Little Broken Hearts va de la « sérénade de chambre expérimentale » aux « confessions austères agrémentées d'électronique ». Comme Brian Burton le mentionne dans son interview avec Rolling Stone, cet album est très différent de tout ce que Jones a fait auparavant.
Matt Diehl, journaliste de Rolling Stone, souligne que le morceau Take It Back était le départ le plus audacieux de Jones, avec des « guitares déformées et des voix distordues qui donnent la chair de poule ». Sur 4 Broken Hearts, il la compare à Dusty Springfield tout en faisant face à une infidélité mutuelle et, en fin de compte, trouve une similitude entre ce disque et l'album Here, My Dear de Marvin Gaye.

## Pochette et titre

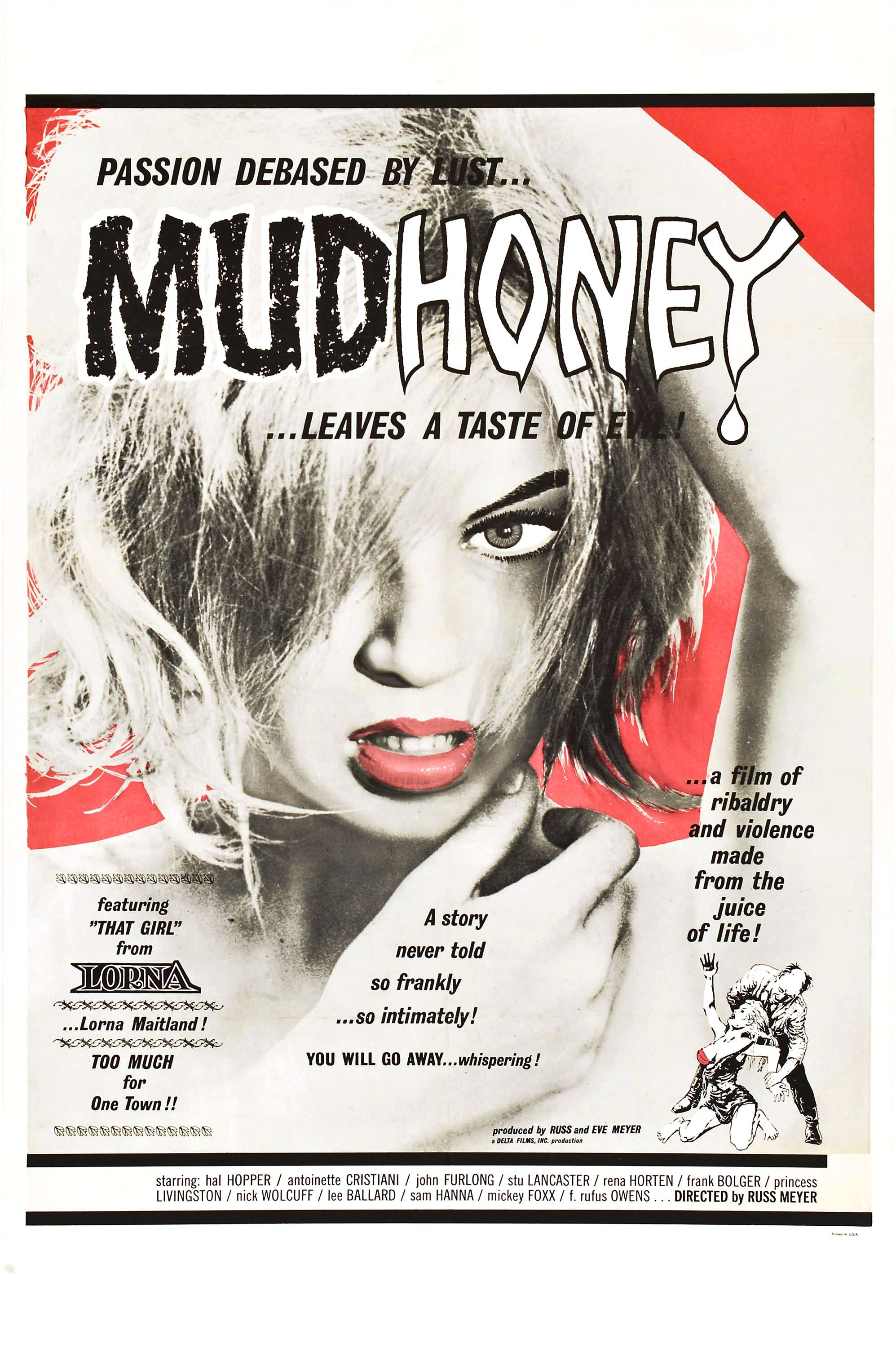
Clara Belle (Lorna Maitland) sur l'affiche de Mudhoney, incarnée par Norah Jones sur la pochette de Little Broken Hearts.

La pochette de l'album est inspirée de l'affiche du film Mudhoney (en), réalisé par Russ Meyer en 1965. Pendant l'enregistrement de l'album dans le studio de Danger Mouse, Norah Jones a vu l'affiche sur le mur. Elle raconte : « Brian a une grande collection de posters de Russ Meyer dans son studio. Et ce poster en particulier... était juste au-dessus du canapé où je m'asseyais tous les jours. Je le regardais toujours et je me disais 'c'est trop cool, je veux lui ressembler'. Je me souviens d'avoir fixé l'affiche pendant toute la durée de l'enregistrement. C'est un super visuel »".
Les photos pour l'album ont été prises par le photographe de la série Mad Men, Frank Ockenfels III, qui a travaillé avec des artistes tels que Fiona Apple et Burton pour son duo avec James Mercer (en), Broken Bells. Le reste de la conception et de la réalisation de l'album est assuré par Frank Harkins.
Le titre de l'album (et la plupart des morceaux) fait allusion à une rupture récente.

## Accueil commercial
Little Broken Hearts a débuté à la deuxième place du Billboard 200, se vendant à 110 000 exemplaires au cours de sa première semaine de sortie. Il s'agit du cinquième album studio de Norah Jones à atteindre le top trois et son deuxième album à ne pas débuter au sommet du classement. La première semaine de vente de l'album est la plus faible pour n'importe lequel de ses albums studio depuis son premier, Come Away with Me (2002), qui s'est vendu à 10 000 exemplaires au cours de sa première semaine. La semaine suivante, l'album est passé à la cinquième place, se vendant à 60 000 exemplaires. La troisième semaine, l'album est resté à la cinquième place avec 45 000 exemplaires vendus et est se classe à la dixième place la quatrième semaine avec 28 000 exemplaires vendus. En décembre 2012, Little Broken Hearts s'était vendu à plus de 385 000 exemplaires aux États-Unis.
L'album est entré dans le classement Canadian Albums à la deuxième place, se vendant à 13 200 exemplaires lors de sa première semaine de sortie. Little Broken Hearts a débuté à la quatrième place du UK Albums Chart avec des ventes de 15 988 exemplaires en première semaine. Au Japon, il se classe à la cinquième place lors de la première semaine avec 13 278 exemplaires vendus et s'y était vendu à 73 041 exemplaires à la fin de l'année 2012. En France, l'album débute à la deuxième place du Top Albums avec des ventes de 15 527 exemplaires la première semaine.

## Liste des pistes
Toutes les chansons sont écrites et composées par Norah Jones et Brian Burton.
| 1.    | Good Morning         | 3:17 |
| 2.    | Say Goodbye          | 3:27 |
| 3.    | Little Broken Hearts | 3:12 |
| 4.    | She's 22             | 3:10 |
| 5.    | Take It Back         | 4:05 |
| 6.    | After the Fall       | 3:42 |
| 7.    | 4 Broken Hearts      | 2:59 |
| 8.    | Travelin' On         | 3:06 |
| 9.    | Out on the Road      | 3:28 |
| 10.   | Happy Pills          | 3:34 |
| 11.   | Miriam               | 4:22 |
| 12.   | All a Dream          | 6:29 |
| 45:01 |                      |      |

| 13. | I Don't Wanna Hear Another Sound | 3:33 |

| Édition exclusive Target et disque bonus de l'édition deluxe canadienne | Édition exclusive Target et disque bonus de l'édition deluxe canadienne | Édition exclusive Target et disque bonus de l'édition deluxe canadienne | Édition exclusive Target et disque bonus de l'édition deluxe canadienne | Édition exclusive Target et disque bonus de l'édition deluxe canadienne | Édition exclusive Target et disque bonus de l'édition deluxe canadienne | Édition exclusive Target et disque bonus de l'édition deluxe canadienne | Édition exclusive Target et disque bonus de l'édition deluxe canadienne | Édition exclusive Target et disque bonus de l'édition deluxe canadienne | Édition exclusive Target et disque bonus de l'édition deluxe canadienne |
| No                                                                      | Titre                                                                   | Durée                                                                   |                                                                         |                                                                         |                                                                         |                                                                         |                                                                         |                                                                         |                                                                         |
| ----------------------------------------------------------------------- | ----------------------------------------------------------------------- | ----------------------------------------------------------------------- | ----------------------------------------------------------------------- | ----------------------------------------------------------------------- | ----------------------------------------------------------------------- | ----------------------------------------------------------------------- | ----------------------------------------------------------------------- | ----------------------------------------------------------------------- | ----------------------------------------------------------------------- |
| 1.                                                                      | I Don't Wanna Hear Another Sound                                        | 3:33                                                                    |                                                                         |                                                                         |                                                                         |                                                                         |                                                                         |                                                                         |                                                                         |
| 2.                                                                      | Killing Time                                                            | 3:41                                                                    |                                                                         |                                                                         |                                                                         |                                                                         |                                                                         |                                                                         |                                                                         |
| 3.                                                                      | Out on the Road (Mondo version)                                         | 3:20                                                                    |                                                                         |                                                                         |                                                                         |                                                                         |                                                                         |                                                                         |                                                                         |
| 10:33                                                                   |                                                                         |                                                                         |                                                                         |                                                                         |                                                                         |                                                                         |                                                                         |                                                                         |                                                                         |

| 1.  | Say Goodbye (live)          | 3:19 |
| 2.  | Take It Back (live)         | 4:24 |
| 3.  | Little Broken Hearts (live) | 3:24 |
| 4.  | It's Gonna Be (live)        | 3:28 |
| 5.  | All a Dream (live)          | 6:06 |
| 6.  | Miriam (live)               | 4:47 |
| 7.  | Happy Pills (live)          | 3:42 |
| 8.  | Black (live)                | 3:32 |
| 9.  | What Am I to You (live)     | 3:59 |
| 10. | Don't Know Why (live)       | 4:13 |
| 11. | Sinkin' Soon (live)         | 4:57 |

## Musiciens
- Norah Jones – guitare basse, Fender Rhodes, guitare, guitare acoustique, guitare électrique, orgue, piano,Wurlitzer, synthétiseur
- Brian Burton – guitare basse, batterie, guitare acoustique, guitare électrique, orgue, percussions, piano, synthétiseur
- Jonathan Hischke – guitare basse
- Heather McIntosh – guitare basse, violoncelle
- Gus Seyffert – guitare électrique, guitare basse
- Joey Waronker – batterie, percussions
- Todd Monfalcone – guitare électrique
- Dan Elkan – guitare électrique
- Blake Mills – guitare acoustique, guitare électrique
- Sonus Quartet – cordes

## Certifications et ventes
| Région | Certification | Ventes/Streams |
| --- | ------------- | -------------- |
| Belgique (BEA)                                                                                                | Or            | 15 000*        |
| Canada (Music Canada)                                                                                         | Or            | 40 000^        |
| Corée du Sud                                                                                                  | —             | 3 661          |
| États-Unis (RIAA)                                                                                             | Or            | 500 000^       |
| France (SNEP)                                                                                                 | Or            | 70 000         |
| Japon | —             | 73 041         |
| Royaume-Uni                                                                                                   | —             | 44 090         |
| Résumé |               |                |
| Monde |               | 1 000 000,     |
| *Ventes selon la certification ^Mise en rayon selon la certification ‡ventes/streaming selon la certification |               |                |